# No-Man
No-Man – brytyjski zespół muzyczny, grający muzykę z pogranicza rocka, jazzu i elektronicznego popu, założony pod koniec lat 80. XX wieku. Do grupy należeli Steven Wilson – instrumentalista, producent i wokalista, znany m.in. z zespołu Porcupine Tree oraz wokalista Tim Bowness. Do 1994 skład uzupełniał skrzypek Ben Coleman.

## Historia
Początkowo zespół używał również nazw: No-Man Is An Island oraz No-Man Is An Island Except The Isle Of Man. Pierwszy raz zwrócił na siebie uwagę wczesnymi singlami – Colours (1990) i Days in the Trees (1991). Magazyn Melody Maker określił ich wówczas mianem "Być może najważniejszej angielskiej grupy od czasu The Smiths". Druga fala popularności No-Man nadeszła wraz z albumem Returning Jesus, do dziś uznawanym za największe osiągnięcie duetu.
No-Man współpracował z takimi muzykami jak Robert Fripp i Pat Mastelotto znanymi z grupy King Crimson (album Flowermouth i Schoolyard Ghosts) oraz saksofonistą jazzowym i flecistą Theo Travisem.

## Dyskografia

### Albumy
- Loveblows & Lovecries - A Confession (1993)
- Flowermouth (1994)
- Wild Opera (1996)
- Returning Jesus (2001)
- Together We're Stranger (2003)
- Together We're Stranger (CD+DVD-Audio; 2007)
- Schoolyard Ghosts (CD+DVD-Audio; 2008)
- Love You to Bits (2019)

### Kompilacje oraz albumy pozostałe
- Lovesighs - An Entertainment (minialbum; 1992)
- Heaven Taste (1995)
- Flowermix (1995)
- Dry Cleaning Ray (1997)
- Radio Sessions: 92-96 (CD-R; 1998)
- ((Speak)) (1999)
- Lost Songs Vol - 1 (CD-R; 2001)
- All The Blue Changes - An Anthology 1988-2003 (2006)

### Single i EP'ki
- Colours (1990)
- Days In The Trees (1991)
- Ocean Song (1992)
- Sweetheart Raw (1993)
- Only Baby (1993)
- Painting Paradise (1993)
- Taking It Like a Man (1994)
- Housewives Hooked On Heroin (1996)
- Dry Cleaning Ray (1997)
- Carolina Skeletons (1998)
- All That You Are (2003)
- Schoolyard Ghosts: alternates/edits (płyta dołączona do pierwszych 2,000 kopii dostępnych w przedsprzedaży w Burning SheD; 2008)
- Wherever There Is Light (EP; 2009)
- Mixtaped - bonus CD (płyta dołączona do koncertowego DVD dostępnego w przedsprzedaży w Burning Shed; 2009)

### Wideo i albumy koncertowe(DVD)
- Mixtaped (2 DVD; 2009)
- Love And Endings (CD/DVD; 2012)